# Fletxa (programació funcional)
En programació funcional una Fletxa s'utilitza en el llenguatge de programació Haskell i és un TAD que modela la precedència temporal de computacions basant-se en l'encadenament de funcions amb efectes col·laterals.
Una fletxa, concepte desenvolupat per John Hughes, és una generalització d'una funció (amb un sol tipus d'entrada i un de sortida) on el resultat pot dependre d'efectes col·laterals o bé ser independent de l'entrada.
Generalitza el concepte de Mònada, d'encadenament d'accions amb efecte col·lateral. Les mònades en són un cas particular anomenat ArrowApply. A més incorpora més informació de tipus que no el del resultat a les mònades, facilitant la composició i permetent evitar fuites d'ús de memòria.
Té aplicació en programació reactiva funcional (tractament de senyals i altres fluxos d'informació).
L'abstracció Fletxa va ser descrita per primer cop per John Hughes al seu document "Generalising Monads to Arrows" com a solució als problemes d'un analitzador sintàctic. Einar Karttunen en va escriure una implementació anomenada PArrows que aproxima les prestacions de l'actual biblioteca d'anàlisi sintàctic de Haskell anomenada Parsec.
Aquí presentem un aspecte pràctic al Haskell. Per una versió amb fonaments teòrics consulteu la versió anglesa o completeu-ne, qui en sàpiga més, l'exposició.

## Generalització de la Mònada - Fletxes de Kleisli
Seguint el document i partint de l'encadenament de resultats de les computacions mònada
```
class
 
Monad
 
m
 
where

 
return
 
::
 
a
 
->
 
m
 
a
 
-- generador de la mònada

 
(
>>=
)
 
::
 
m
 
a
 
->
 
(
a
 
->
 
m
 
b
)
 
->
 
m
 
b
 
-- encadenament amb una funció del resultat de la precedent

 
...

-- es poden definir computacions encadenades Fletxa, a partir de les operacions

class
 
Arrow
 
efecte
 
where

 
arr
 
::
 
(
b
 
->
 
c
)
 
->
 
efecte
 
b
 
c
 
-- generador elevant una funció a la categoria d'efecte Fletxa

 
(
>>>
)
 
::
 
efecte
 
b
 
c
 
->
 
efecte
 
c
 
d
 
->
 
efecte
 
b
 
d
 
-- combinació / encadenament d'efectes Fletxa

-- prenem les computacions amb encadenament de la mònada

f
 
::
 
(
a
 
->
 
m
 
b
)
 

-- i en definim un tipus

newtype
 
Kleisli
 
m
 
a
 
b
 
=
 
Kleisli
 
(
a
 
->
 
m
 
b
)

instance
 
(
Monad
 
m
)
 
=>
 
Arrow
 
(
Kleisli
 
m
)
 
where

 
-- genera una fletxa elevant una funció

 
-- arr :: (b -> c) -> (Kelisli m) b c

 
arr
 
f
 
=
 
Kleisli
 
(
\
 
x
 
->
 
return
 
(
f
 
x
))
 

 
-- combinació de fletxes

 
(
Kleisli
 
f
)
 
>>>
 
(
Kleisli
 
g
)
 
=
 
Kleisli
 
(
\
 
x
 
->
 
(
f
 
x
)
 
>>=
 
g
)
 
-- f,g :: (a -> m b)

```

Això mostra que les fletxes generalitzen les mònades. Per cada tipus mònada hi ha un tipus fletxa corresponent. (Del doc. "Generalizing Monads to Arrows".

## Fletxes i Parells
A les mònades les operacions return i (>>=) són suficients per efectuar càlculs com ara la suma de resultats de computacions.
```
sumaM
 
::
 
Monad
 
efecte
 
=>
 
efecte
 
Int
 
->
 
efecte
 
Int
 
->
 
efecte
 
Int

sumaM
 
m_x
 
m_y
 
=
 
m_x
 
>>=
 
(
\
x
 
->
 
m_y
 
>>=
 
(
\
y
 
->
 
return
 
(
x
 
+
 
y
)))
 
-- els parèntesis hi són per ressaltar

```

A les fletxes, arr i (>>>) no són suficients per efectuar el mateix càlcul. Cal trobar una manera de combinar el resultat de la primera computació amb el resultat de la segona per tenir-los a punt per al càlcul. Cal introduir un altre combinador (first: converteix una fletxa en una altra sobre parells, actuant sobre el primer element).
```
classe
 
Arrow
 
efecte
 
where

 
arr
 
::
 
(
b
 
->
 
c
)
 
->
 
efecte
 
b
 
c
 
-- eleva una funció a la categoria de l'efecte

 
(
>>>
)
 
::
 
efecte
 
b
 
c
 
->
 
efecte
 
c
 
d
 
->
 
efecte
 
b
 
d
 
-- encadenament d'efectes Fletxa

 
first
 
::
 
efecte
 
b
 
c
 
->
 
efecte
 
(
b
,
 
d
)
 
(
c
,
 
d
)
 
-- converteix un efecte Fletxa en un sobre parells, actuant sobre el primer element.

instance
 
(
Monad
 
m
)
 
=>
 
Arrow
 
(
Kleisli
 
m
)
 
where

 
-- modifica el primer del parell amb el resultat de la computació ''f x'', on "f :: b -> m c"

 
first
 
(
Kleisli
 
f
)
 
=
 
Kleisli
 
(
\
(
x
,
 
y
)
 
->
 
f
 
x
 
>>=
 
(
\
z
 
->
 
return
 
(
z
,
 
y
)))

```

El nou operador first converteix una fletxa de b a c en una fletxa sobre un parell, transformant-ne el primer element.
```
 
-- ''second'' transforma el segon del parell; es defineix en termes de ''first''

 
second
 
f
 
=
 
arr
 
swap
 
>>>
 
first
 
f
 
>>>
 
arr
 
swap

 
-- (***) combina dues fletxes en una fletxa de parells, aplicant-les als diferents elements

 
(
***
)
 
::
 
Arrow
 
efecte
 
=>
 
efecte
 
b
 
c
 
->
 
efecte
 
d
 
e
 
->
 
efecte
 
(
b
,
 
d
)
 
(
c
,
 
e
)

 
f
 
***
 
g
 
=
 
first
 
f
 
>>>
 
second
 
g

 
-- (&&&) obté un parell de l'aplicació de dues fletxes sobre una mateixa entrada

 
(
&&&
)
 
::
 
Arrow
 
efecte
 
=>
 
efecte
 
b
 
c
 
->
 
efecte
 
b
 
d
 
->
 
efecte
 
b
 
(
c
,
 
d
)

 
f
 
&&&
 
g
 
=
 
arr
 
(
\
b
 
->
 
(
b
,
 
b
))
 
>>>
 
(
f
 
***
 
g
)

```

Amb aquestes definicions la suma de resultats de computacions fletxa queda completament definida.
```
sumaA
 
::
 
Arrow
 
efecte
 
=>
 
efecte
 
b
 
Int
 
->
 
efecte
 
b
 
Int
 
->
 
efecte
 
b
 
Int

sumaA
 
f
 
g
 
=
 
(
f
 
&&&
 
g
)
 
>>>
 
arr
 
(
\
(
u
,
 
v
)
 
->
 
u
 
+
 
v
)

```

## La definició a GHC
A banda de la descripció precedent que correspon a un document de l'any 1998, l'actual definició a GHC de la classe Arrow deriva de la classe Category que generalitza les funcions, amb les operacions identitat i composició.
La definició actual de (>>>), seqüenciació temporal, és igual a la composició de funcions (classe Category).
La classe Arrow (derivada de Category) requereix només la definició mínima de arr i first, incorporant a més, dins la classe, les operacions second, (***) i (&&&) corresponent a les descrites més amunt del document de John Hughes de 1998.

## combinació de Fletxes i sintaxi específica
Podem combinar les fletxes aparellant entrades i sortides
- en tipus producte Tupla2 (classe Arrow)
  - (***): combina aparellant entrades i sortides
  - (&&&): mateix tipus d'entrada, aparella sortides

- en tipus suma Either (classe ArrowChoice)
  - (+++): suma de tipus a l'entrada i a la sortida
  - (|||): suma de tipus a l'entrada, mateix tipus de sortida

La clàusula "proc" permet definir un filtre partint d'altres filtres. Exemple:
```
 
-- combinació de dos filtres ''fletxa'' f i g resultant un altre filtre

 
{-# LANGUAGE Arrows #-}

 
import
 
Control.Arrow

 
addA
 
::
 
Arrow
 
efecte
 
=>
 
efecte
 
b
 
Int
 
->
 
efecte
 
b
 
Int
 
->
 
efecte
 
b
 
Int

 
-- x (entrada del filtre) és del tipus 'b', segon element de la terna de la Fletxa resultant.

 
addA
 
f
 
g
 
=
 
proc
 
x
 
->
 
do
 

 
y
 
<-
 
f
 
-<
 
x
 
-- executa l'acció/efecte d'aplicar 'f' a 'x' obtenint el resultat 'y'

 
z
 
<-
 
g
 
-<
 
x
 
-- executa l'acció/efecte d'aplicar 'g' a 'x' obtenint el resultat 'z'

 
returnA
 
-<
 
y
 
+
 
z
 
-- aplica (y + z) al filtre de sortida ('returnA'), com a resultat del bloc 'proc'

```

Equivalent de la fletxa addA expressada en operacions canòniques del tipus
```
addA
 
f
 
g
 
=
 
(
f
 
&&&
 
g
)
 
>>>
 
arr
 
(
\
 
(
y
,
 
z
)
 
->
 
y
 
+
 
z
)

```

## alternatives ArrowChoice
La classe ArrowChoice ofereix un tractament d'entrades de tipus Either a b permetent tractaments alternatius segons siguin Left o Right.
Millorant els comentaris del mòdul Control.Arrow:
```
class
 
Arrow
 
efecte
 
=>
 
ArrowChoice
 
efecte
 
where

 
-- ''left f'' passa el contingut de les entrades etiquetades Left per f 

 
-- re-etiquetant el resultat, mentre que les Right passen inalterades 

 
left
 
::
 
efecte
 
b
 
c
 
->
 
efecte
 
(
Either
 
b
 
d
)
 
(
Either
 
c
 
d
)

 
-- ''right f'' passa el contingut de les entrades etiquetades Right per f 

 
-- re-etiquetant el resultat, mentre que les Left passen inalterades

 
right
 
::
 
efecte
 
b
 
c
 
->
 
efecte
 
(
Either
 
d
 
b
)
 
(
Either
 
d
 
c
)

 
-- ''f ||| g'' passa les Left per f i les Right per g

 
(
|||
)
 
::
 
efecte
 
b
 
d
 
->
 
efecte
 
c
 
d
 
->
 
efecte
 
(
Either
 
b
 
c
)
 
d

 
-- ''f +++ g'' passa les Left per f i les Right per g

 
--, re-etiquetant el resultat amb Left o Right.

 
(
+++
)
 
::
 
efecte
 
b
 
c
 
->
 
efecte
 
b'
 
c'
 
->
 
efecte
 
(
Either
 
b
 
b'
)
 
(
Either
 
c
 
c'
)

-- és el cas que

f
 
+++
 
g
 
≡
 
left
 
f
 
>>>
 
right
 
g

left
 
f
 
≡
 
f
 
+++
 
arr
 
id

right
 
f
 
≡
 
arr
 
id
 
+++
 
f

```

## Exemples

### Ent./Sort. amb fletxes de Kleisli (mònades elevades a fletxes)
Partint de la definició esmentada més amunt, lectura d'any, mes i dia amb comprovació.
```
{-# LANGUAGE Arrows #-}

import
 
Control.Arrow

import
 
System.IO
 
(
hFlush
,
 
stdout
)

import
 
Data.List
 
(
intercalate
)

import
 
Data.Char
 
(
toLower
)

import
 
Data.Bits
 
((
.&.
))
 
-- bits And

-- llegeix un valor enter

llegeixDia
,
 
llegeixAny
 
::
 
()
 
->
 
IO
 
Int

llegeixDia
 
()
 
=
 
putStrLn
 
"Entreu dia (dd):"
 
>>
 
hFlush
 
stdout
 
>>
 
getLine
 
>>=
 
(
return
.
 
read
)
 

llegeixAny
 
()
 
=
 
putStrLn
 
"Entreu any (aaaa):"
 
>>
 
hFlush
 
stdout
 
>>
 
getLine
 
>>=
 
(
return
.
 
read
)
 

-- retorna mes en minúscules, limitat a 3 lletres

llegeixMes
 
()
 
=
 
putStrLn
 
"Entreu mes (mmm):"
 
>>
 
hFlush
 
stdout
 
>>
 
getLine
 
>>=
 
(
return
.
 
(
map
 
toLower
)
.
 
take
 
3
)
 
-- :: IO String

fletxaLlegirDia
 
=
 
Kleisli
 
{
runKleisli
 
=
 
llegeixDia
}
 
-- inicialització per camps, :: Kleisli IO () Int

fletxaLlegirMes
 
=
 
Kleisli
 
llegeixMes
 
-- inicialització posicional, :: Kleisli IO () String

fletxaLlegirAny
 
=
 
Kleisli
 
llegeixAny
 
-- :: Kleisli IO () Int

-- fletxaLlegeixIComprovaDia :: Kleisli IO (Int, String) (Either IOError (Int, String, Int))

fletxaLlegeixIComprovaDia
 
=
 
proc
 
(
iAny
,
 
strMes
)
 
->
 
do

 
iDia
 
<-
 
fletxaLlegirDia
 
-<
 
()

 
let
 
ésAnyDeTraspàs
 
=

 
let
 
(
iSegle
,
 
iAnyDelSegle
)
 
=
 
iAny
 
`
divMod
`
 
100

 
in
 
if
 
iAnyDelSegle
 
==
 
0

 
-- comprova bits menors

 
then
 
iSegle
 
.&.
 
0x03
 
==
 
0
 
-- segle és múltiple de 4

 
else
 
iAnyDelSegle
 
.&.
 
0x03
 
==
 
0
 
-- any del segle és múltiple de 4 i (/= 0)

 
let
 
ésDiaIŀlegal
 
=
 
(
iDia
 
<=
 
0
)

 
||
 
(
strMes
 
==
 
"feb"
 
&&
 
((
ésAnyDeTraspàs
 
&&
 
iDia
 
>
 
29
)

 
||
 
(
not
 
ésAnyDeTraspàs
 
&&
 
iDia
 
>
 
28
))

)

 
||
 
((
strMes
 
`
elem
`
 
[
 
"abr"
,
 
"jun"
,
 
"set"
,
 
"nov"
])
 
&&
 
(
iDia
 
>
 
30
))

 
||
 
iDia
 
>
 
31

 
if
 
ésDiaIŀlegal

 
then
 
returnA
 
-<
 
Left
 
$
 
userError
 
"dia iŀlegal"

 
else
 
returnA
 
-<
 
Right
 
(
iAny
,
 
strMes
,
 
iDia
)

fletxaComposaData
 
=
 
proc
 
(
iAny
,
 
strMes
,
 
iDia
)
 
->
 
do

 
returnA
 
-<
 
intercalate
 
"/"
 
[
show
 
iDia
,
 
strMes
,
 
show
 
iAny
]

main
 
=
 
do

 
-- ''f &&& g'' aplica la mateixa entrada a ''f'' i a ''g'', i n'aparella els resultats

 
let
 
fletxa
 
=
 
(
fletxaLlegirAny
 
&&&
 
fletxaLlegirMes
)
 

 
>>>
 
fletxaLlegeixIComprovaDia
 

 
>>>
 
right
 
fletxaComposaData
 
-- processa els x tals que Right x (vegeu ArrowChoice)

 
eitherData
 
<-
 
runKleisli
 
fletxa
 
()

 
case
 
eitherData
 
of

 
Left
 
err
 
->
 
ioError
 
err
 
-- dispara excep.

 
Right
 
strData
 
->
 
putStrLn
 
$
 
"correcte: "
 
++
 
strData

```

```
runhaskell provaFletxa

Entreu any (aaaa):
1904
Entreu mes (mmm):
feb
Entreu dia (dd):
29
correcte: 29/feb/1904

```

### Fletxes amb resultats múltiples - La biblioteca HXT
La biblioteca HXT (Haskell XML Toolbox) tracta els arbres XML amb filtres fletxa. Vegeu.
Per evitar l'ús d'excepcions, HXT dona sempre els múltiples resultats (subarbres) dels filtres en una llista, amb zero o més elements, segons l'èxit i el nombre dels elements resultants.
Extracte del codi del tipus ListArrow.
```
-- tipus de la fletxa ListArrow de HXT

newtype
 
LA
 
a
 
b
 
=
 
LA
 
{
 
runLA
 
::
 
a
 
->
 
[
b
]
 
}

-- generador de fletxes partint d'un filtre d'un sol resultat embolcallant-lo en una llista.

instance
 
Arrow
 
LA
 
where

 
arr
 
f
 
=
 
LA
 
$
 
\
 
x
 
->
 
[
f
 
x
]
 
-- cas de f :: a -> b

 
...

-- generador de fletxes partint d'un filtre que ja ofereix els resultats en una llista.

instance
 
ArrowList
 
LA
 
where

 
arrL
 
f
 
=
 
LA
 
f
 
-- cas de f :: a -> [b]

-- composició de fletxes hxt

-- aplica el filtre de la fletxa subseqüent a cadascun dels elements 

-- de la llista de resultats de la primera i en concatena les llistes de resultats

instance
 
Category
 
LA
 
where

 
...

 
LA
 
g
.
 
LA
 
f
 
=
 
LA
 
$
 
concatMap
 
g
.
 
f

-- Definició de (>>>) a Control.Arrow de la biblioteca de GHC basada en (.) de Category

(
>>>
)
 
::
 
Category
 
cat
 
=>
 
cat
 
a
 
b
 
->
 
cat
 
b
 
c
 
->
 
cat
 
a
 
c

f
 
>>>
 
g
 
=
 
g
.
 
f

```

#### Exemple - Extreure informació d'un document XML
Fitxer xml de dades llibres.xml per a l'exemple.
```
<?xml version='1.0' ?>

<doc>

 
<llibres>

	
<llibre>

		
<titol>
Tirant
 
Lo
 
Blanc
</titol>

		
<autor>
Joanot
 
Martorell
</autor>

 
<biblioteca>
A
</biblioteca>

	
</llibre>

	
<llibre>

		
<titol>
El
 
Quixot
</titol>

		
<autor>
Cervantes
</autor>

 
<biblioteca>
B
</biblioteca>

	
</llibre>

 
</llibres>

</doc>

```

Aquí la majoria dels filtres Fletxa que es veuen són del de tipus
```
:: (ArrowXML efecte) => efecte XmlTree c -- i la sortida és de tipus c (si c és llista) o, altrament, [c]
```

, el resultat de la seva aplicació serà, excepte al darrer pas, la llista dels subArbres resultants del filtre, i a cadascun dels quals s'aplicarà el filtre següent.
```
-- fitxer llista-llibres.hs -- Extreure el títol i l'autor dels llibres de l'XML d'entrada

{-# LANGUAGE Arrows, PackageImports, RecordWildCards #-}
 
-- pragma amb extensions del llenguatge,

-- equivalent a -X<opcio> a línia d'ordres de compilació

module
 
Main
 
(
main
)
 
where

import
 
qualified
 
Control.Monad
 
as
 
Monad

import
 
System.Environment
 
(
getArgs
)

import
 
System.Exit
 
(
exitSuccess
,
 
exitWith
,
 
ExitCode
(
..
))

import
 
Control.Arrow

import
 
"hxt"
 
Text.XML.HXT.Core
 

import
 
"hxt"
 
Text.XML.HXT.DOM.XmlKeywords
 

import
 
"hxt-xpath"
 
Text.XML.HXT.XPath.Arrows
 
(
getXPathTrees
)

-- per a documentació (però ja queda importat per Text.XML.HXT.Core) :

-- import "hxt" Text.XML.HXT.Arrow.ReadDocument (readDocument)

data
 
TLlibre
 
=
 
Llibre
 
{
 
-- registre per a les dades que interessen

 
llibTitol
 
::
 
String
,

 
llibAutor
 
::
 
String
 

 
}

 
deriving
 
(
Eq
)

instance
 
Show
 
TLlibre
 
where
 
-- personalitzant-ne la impressió

 
show
 
(
Llibre
 
{
..
})
 
=
 

 
"
\n
Títol: "
 
++
 
llibTitol
 
++
 
"
\n
Autor: "
 
++
 
llibAutor

obtenirText
 
::
 
(
ArrowXml
 
efecte
)
 
=>
 
efecte
 
XmlTree
 
String

 
-- genera un filtre Arrow de XmlTree a String, 

 
-- (la composició de filtres ArrowXml concatena (++) les sortides en una sola tira)

obtenirText
 
=
 
getChildren
 
>>>
 
getText

llibre_del_subarbreElementXml_Llibre
 
::
 
(
ArrowXml
 
efecte
)
 
=>
 
efecte
 
XmlTree
 
TLlibre

 
-- genera un filtre Arrow de XmlTree a TLlibre 

llibre_del_subarbreElementXml_Llibre
 
=
 
proc
 
xmlTree_llibre
 
->
 
do

 
títol
 
<-
 
obtenirText
 
<<<
 
getXPathTrees
 
"/llibre/títol"
 
-<
 
xmlTree_llibre

 
autor
 
<-
 
obtenirText
 
<<<
 
getXPathTrees
 
"/llibre/autor"
 
-<
 
xmlTree_llibre

 
returnA
 
-<
 
Llibre
 
{
 
llibTitol
 
=
 
títol
,
 

 
llibAutor
 
=
 
autor
}

processa
 
::
 
String
 
->
 
IO
 
[
TLlibre
]

processa
 
nomFitxerXml
 
=
 
do

 
let
 
fletxa_Llibres
 
=
 
readDocument
 
[
withValidate
 
no
]
 
nomFitxerXml

 
>>>
 
getXPathTrees
 
"//llibre"

 
>>>
 
llibre_del_subarbreElementXml_Llibre

 
-- runX aplica sobre un XmlTree buit inicial definit internament, el filtre fletxa de l'expressió

 
llibres
 
<-
 
runX
 
fletxa_Llibres

 
return
 
llibres
 

main
 
=
 
do

 
args
 
<-
 
getArgs

 
case
 
args
 
of
 

 
[]
 
->
 
do
 

 
putStrLn
 
"afegiu el fitxer xml dels llibres"

 
exitWith
 
$
 
ExitFailure
 
1

 
(
arg
:
_
)
 
->
 
do

 
llibres
 
<-
 
processa
 
arg

 
Monad
.
mapM_
 
print
 
llibres

 
exitSuccess

```

compilació i execució (compilat amb ghc 7.6.3, hxt-9.3.1.3 i hxt-xpath-9.1.2.1):
```
cabal install hxt
ghc --make llista-llibres.hs -package=hxt
```

```
./llista-llibres llibres.xml
```

resultat:
```
Títol: Tirant Lo Blanc
Autor: Joanot Martorell
```

```
Títol: El Quixot
Autor: Cervantes
```

## Fletxes a la pràctica
- La biblioteca Fudgets d'interaccions amb els controls gràfics (de Magnus Carlsson i Thomas Hallgren).[12][13]
- Yampa (programació reactiva funcional)[14]
- Hxt : Haskell XML Toolbox, emprada més amunt.